# Anadarko
Anadarko (pawnee: Kirikuúrukstuʾ, Kírikurukstu, ) és una ciutat dels Estats Units a l'estat d'Oklahoma. Segons el cens del 2000 tenia 6.645 habitants.

## Demografia
Segons el cens del 2000, Anadarko tenia 6.645 habitants, 2.387 habitatges, i 1.656 famílies. La densitat de població era de 361,9 habitants per km².
Dels 2.387 habitatges en un 36,3% hi vivien nens de menys de 18 anys, en un 43,6% hi vivien parelles casades, en un 20,2% dones solteres, i en un 30,6% no eren unitats familiars. En el 27,1% dels habitatges hi vivien persones soles el 13,6% de les quals corresponia a persones de 65 anys o més que vivien soles. El nombre mitjà de persones vivint en cada habitatge era de 2,72 i el nombre mitjà de persones que vivien en cada família era de 3,32.
Per edats la població es repartia de la següent manera: un 32,6% tenia menys de 18 anys, un 9,3% entre 18 i 24, un 25,8% entre 25 i 44, un 18,8% de 45 a 60 i un 13,5% 65 anys o més.
L'edat mediana era de 32 anys. Per cada 100 dones de 18 o més anys hi havia 81,3 homes.
La renda mediana per habitatge era de 24.035 $ i la renda mediana per família de 27.633 $. Els homes tenien una renda mediana de 26.063 $ mentre que les dones 17.666 $. La renda per capita de la població era de 12.062 $. Entorn del 23,3% de les famílies i el 28,5% de la població estaven per davall del llindar de pobresa.

## Poblacions més properes
El següent diagrama mostra les poblacions més properes.